# Kämkerhorst

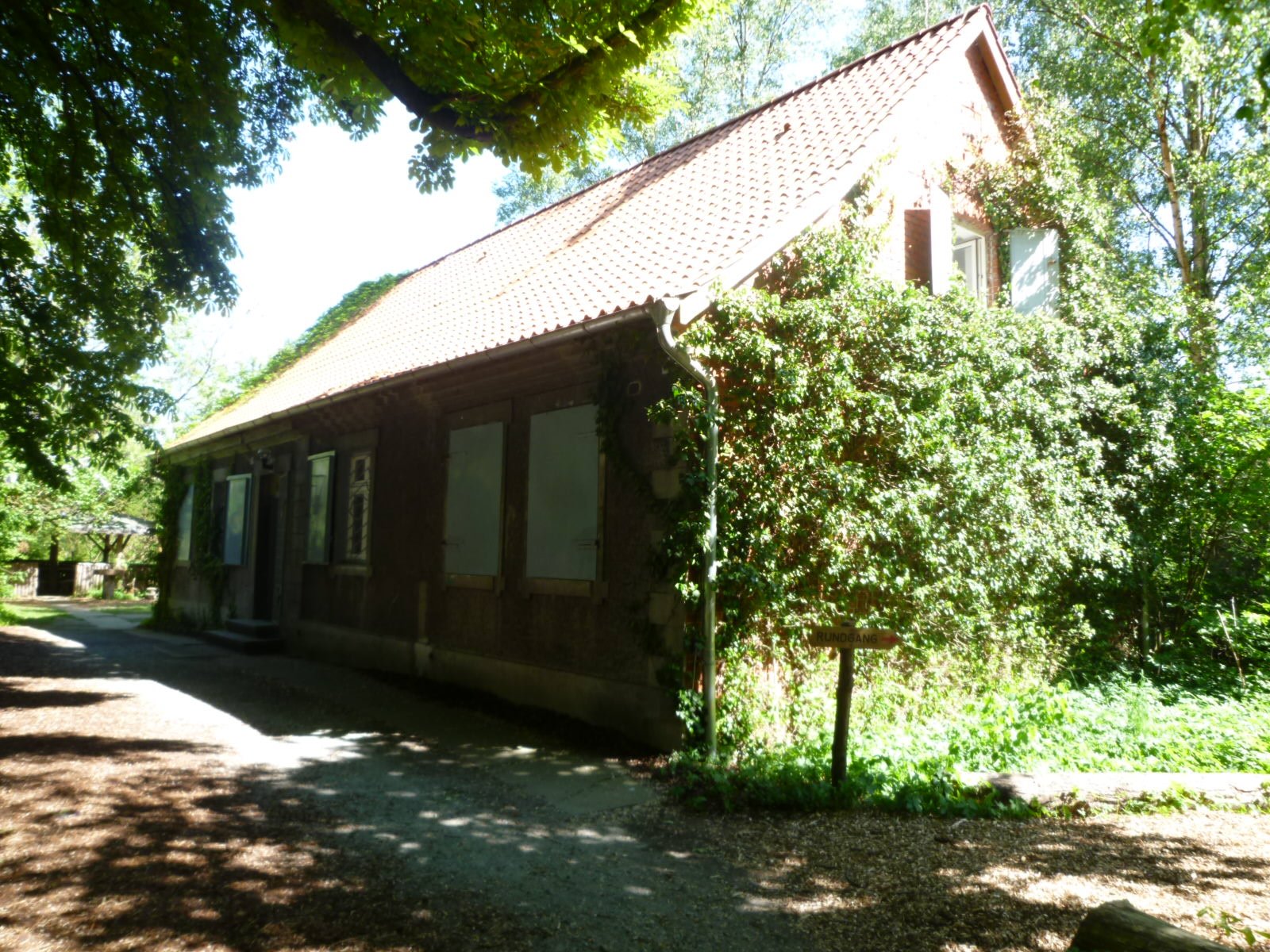
Das Drömlingsinformationshaus

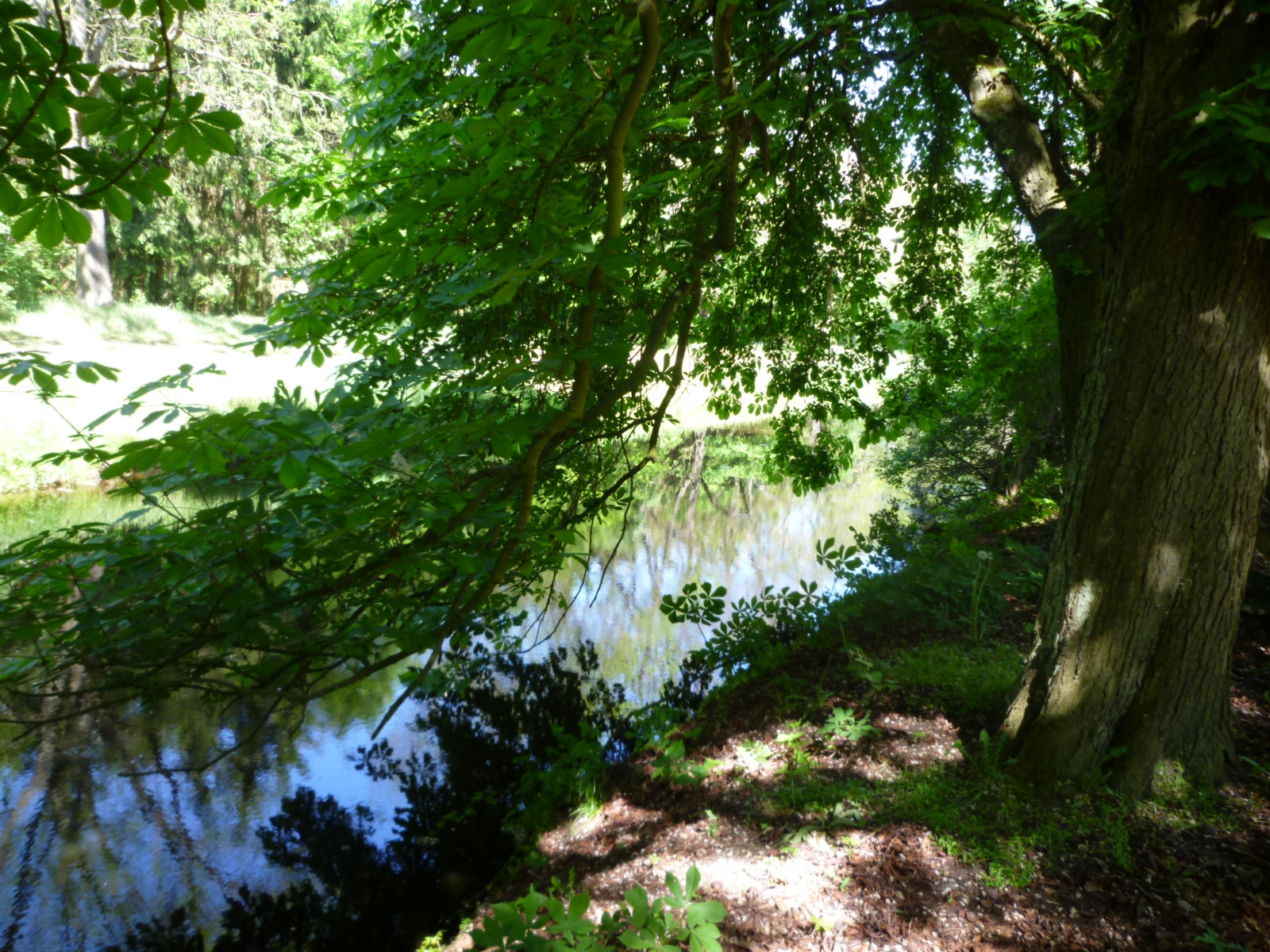
Die Ohre im Kämkerhorst

Kämkerhorst ist ein Wohnplatz der Gemeinde Calvörde.

## Lage
Die Ortschaft liegt etwa elf Kilometer nordwestlich von Calvörde und drei Kilometer westlich von Mannhausen im Drömling. Einen Kilometer südlich verläuft der Mittellandkanal bei Piplockenburg. In Kämkerhorst befindet sich das Drömlingsinformationszentrum für die Besucher der seit 2019 als nationales Biosphärenreservat ausgewiesenen Landschaft. Die Außenanlagen wurden drömlingstypisch gestaltet mit einem Teich, einem Weißstorchnest und einem Kräutergarten.

## Sehenswürdigkeiten
- Die Möllerbrücke steht wegen ihrer einst innovativen Konstruktionsweise unter Denkmalschutz.